# RPG-43

RPG-43 (Ručnaja Protivotankovaja Granata) byl sovětský protitankový granát z Velké vlastenecké války. K jednotkám Rudé armády se dostal v roce 1943, kdy nahradil starší model granát RPG-40.
Granát RPG-43 byl válcového tvaru a na konci opatřený dřevěnou rukojetí. Vážil 1,247 kg, z toho hmotnost trhaviny činila 612 gramů. Při házení granátu došlo k rozvinutí páskové tkaniny, která stabilizovala let a zvýšila šanci na úspěch. Rozsah granátu byl omezen tím, jak daleko se mohl házet. I přes tuto nevýhodu to byla hlavní protitanková zbraň sovětské pěchoty z druhé světové války.
Protitankový granát byl vyráběn a užíván i po druhé světové válce v různých světových konfliktech, např. v arabsko-izraelské válce apod.